# Peptidhormon
Et peptidhormon er et peptid, der virker som hormon.  De fleste hormoner kan klassificeres som enten aminosyre–baserede hormoner (aminhormoner, peptidhormoner eller proteinhormoner) eller steroidhormoner. Peptidhormonerne består af mellem 3 og 200 aminosyrer, og som alle andre aminosyre-baserede hormoner er de vandopløselige og virker på receptorer på overfladen af mål-cellerne og starter derved en intracellulær signaltransduktion, der oftest ender med en specifik transskriptionsfaktor, der enten aktiverer eller hæmmer et eller flere gener til et specifikt hormonrespons.

## Postsyntetisk modifikation
Ligesom alle andre peptider og proteiner syntetiseres peptidhormoner intracellulært fra aminosyrer ud fra information indkodet i gener i genomet.
Det primære produkt efterbehandles normalt, før det kan sendes ud af cellen som hormon. Ofte sker den postsyntetiske modifikation igennem flere trin fra et preprohormon, et forstadium, der modificeres f.eks. ved fjernelse af en eller flere aminosyrer som den N-terminale signalsekvens eller glykosylering. Det modificerede genprodukt er så pakket i membran-bundne sekretoriske vesikler, hvis indhold udskilles som hormon fra cellen til blodbanen ved exocytose i respons til en secundær messenger, f.eks. Ca2+ eller cAMP. Nogle peptidhormoner, angiotensinerne, reagerer også med intracellulære receptorer i de syntetiserende celler ligesom proteinhormonerne GFGH-2 (eng. basic fibroblast growth factor-2) og PTHrP (eng. parathyroid hormone-related protein).

### Glycosylering
Mange af peptidhormonerne er glycosyleret, hvilket har betydning for efterbehandlingen af proformerne, for receptorinteraktion, biodistribution og 
biostabilitet.

## Bemærkelsesværdige peptidhormoner
Se den engelske Wikipedia for en liste over 23 peptidhormoner og mere end 50 humane hormoner
Adskillige overordnede peptidhormoner secerneres (udskilles) af hypofysen (eng. pituitary gland)
Fra hypofysens forlap:
- Prolaktin eller laktotropt hormon (eng. prolactin) der regulerer mælkeproduktionen.

- ACTH adrenocorticotropt hormon (eng. adrenocorticotropic hormone) der regulerer udskillelsen af glucocorticoider fra binyrebarken

- GH væksthormon (eng. growth hormone) der regulerer knogler, muskler og lever

Fra hypofysens baglap:
- ADH antidiuretisk hormon, vasopressin (eng. antidiuretic hormone)
- Oxytocin, “kærlighedshormonet”

Fra parathyreoidea udskilles:
- Parathyroideahormonet

Fra hjertet udskiller:
- ANP eller ANF, et af flere natrium-regulerende hormoner (eng. atrial-natriuretic peptide eller atrial natriuretic factor)

Fra bugspytkirtlen, pancreas udskilles:
- Glukagon
- Insulin
- Somatostatin også forkortet GHIH fra eng. growth hormone-inhibiting hormone)

Fra mave-tarmkanalen udskilles:
- Cholecystokinin (CCK eller CCK-PZ)
- Gastrin

Fra fedtvæv udskilles:
- Leptin